# International Accounting Standard 36
Der International Accounting Standard 36 (kurz IAS 36) mit dem deutschen Titel Wertminderung von Vermögenswerten ist eine Standardvorschrift zur Rechnungslegung des International Accounting Standards Board (IASB) zur Wertminderung des Anlagevermögens von Unternehmen.

## Definition
Eine Wertminderung nach IAS 36 kommt zustande, wenn der Buchwert höher ist als der auf dem Markt erzielbare Marktwert oder die den Nutzungswert ergebenden Cashflows (englisch Value in use). Die IAS-Wertminderung entspricht der außerplanmäßigen Abschreibung nach deutschem Handelsrecht. Davon zu unterscheiden sind die Abschreibungen und die Absetzung für Abnutzung nach Steuerrecht, die in jedem Fall einen typisierenden Wertverlust über eine fiktive Nutzungsdauer vorschreiben.

## Anwendung
Der IAS 36 erfasst Wertminderungen, also unter dem Buchwert liegende Werte, des
- Geschäfts- oder Firmenwert (IAS 3)
- anderer immaterieller Vermögenswerte (IAS 38)
- Sachanlagen (IAS 16)

Der Standard ist nicht anzuwenden bei Wertminderung von Umlaufvermögen, also beispielsweise
- Vorräte (IAS 2)
- Wertgegenstände, die aus Fertigungsaufträgen entstehen (IAS 11)
- latente Steueransprüche (IAS 12)
- Vermögenswerte für künftige Leistungen an Arbeitnehmer (IAS 19)
- Biologische Vermögenswerte, die mit einer landwirtschaftlichen Tätigkeit im Zusammenhang stehen (IAS 41).

### Test
Wenn der Verdacht auf eine Wertminderung besteht, muss das Unternehmen am Bilanzstichtag einen Werthaltigkeitstest (Impairment-Test) durchführen.
IAS 36.12 definiert als Anhaltspunkte firmeninterne (Überalterung, Schadensfälle) oder externe Indizien (Börsenkurs, Marktverhältnisse, Zinsentwicklung). IAS 36.13 lässt weitere offengehaltene Gründe zu, die zu einer Wertminderung berechtigen.

### Der erzielbare Betrag
Der erzielbare Betrag ist der höhere Wert aus beizulegendem Zeitwert abzüglich Veräußerungskosten und Nutzungswert.
- Beizulegender Zeitwert abzüglich Veräußerungskosten = Veräußerungspreis (Ermittlung nach IFRS 13) abzgl. Veräußerungskosten (Abzug gemäß IAS 36.28: Rechtsberatungskosten, Transaktionssteuern, Entsorgungskosten usw.)[1]

- Nutzungswert = Barwert der zukünftigen Zahlungsströme aus der Benutzung des Vermögensgegenstand zzgl. Veräußerungswert

Wenn die Werte nicht exakt ermittelt werden können, sind Schätzungen und Durchschnitte erlaubt.

### Wertminderung von Firmenwert (Goodwill)
Ein Firmenwert entsteht bei Unternehmenskäufen und ist der Differenzbetrag zwischen dem Kaufpreis und dem Substanzwert eines Betriebs. Dieser Firmenwert muss mindestens einmal jährlich auf seine Wertminderung überprüft werden. (Werthaltigkeitstest)

## Buchung der Wertminderung
Die Wertminderung ist als Aufwand in der Gewinn- und Verlustrechnung zu erfassen. Möglich ist auch die Fortführung des Sachanlagewertes zum Neubewertungsbetrag. In diesem Fall ist der Wertminderungsaufwand als Neubewertungsrücklage zu verbuchen.
Wenn es nicht möglich ist, den erzielbaren Betrag einem Vermögenswert zuzuordnen, müssen mehrere Vermögenswerte zur einen zahlungsmittelgenerierenden Einheit zusammengefasst werden. (CGU = Cash generating unit)

## Wertaufholungen
An jedem Bilanzstichtag soll überprüft werden, ob die Gründe der Wertminderung noch bestehen.
Der Wertminderungsaufwand ist jedoch nur dann rückgängig zu machen, wenn sich Änderungen in den Schätzungen ergeben haben, die bei der Ermittlung des erzielbaren Betrages herangezogen wurden. In diesem Fall ist der Buchwert auf den erzielbaren Betrag zu erhöhen.
Der erhöhte Betrag darf jedoch den ursprünglichen Buchwert abzüglich planmäßigen Abschreibungen nicht übersteigen.